# Cruise to the edge

MSC Poesia

Cruise to the edge was een relatief klein muziekfestival gehouden in april 2013. De naam van het festival is een variatie op het muziekalbum Close to the edge van Yes, dat gespeeld zou worden. Plaats van handeling was MSC Poesia, dat cruises verzorgt in de Caribische Zee. Het had in die maand een aantal progressieve rockbands en fans daarvan aan boord voor een concertreeks. Het festival had te lijden onder matige weersomstandigheden (veel golfslag) en het feit dat passagiers, die niet voor het muziekfestival kwamen, niet op de hoogte waren gesteld. Zij werden veelal geconfronteerd met toegangsrestricties. 
De volgende bands traden onder meer op:
- Steve Hackett en band (Steve Hackett (gitaar), Nad Sylvan (zang), Roger King (toetsinstrumenten), Lee Pomeroy (basgitaar) en Gary O'Toole (drums))
- Zebra, een hardrockband
- Carl Palmer en band
- Ambrosia
- Yes bestaande uit Jon Davison (zang), Steve Howe (gitaar), Chris Squire (basgitaar), Alan White (drums) en Geoff Downes toetsinstrumenten speelde de albums Close to the Edge en Going for the One
- Glass Hammer
- Nektar
- UK met Alex Machacek (gitaar), John Wetton (basgitaar), Terry Bozzio (drums) en Eddie Jobson (toetsen en viool)
- IO Earth
- Tangerine Dream zou ook meevaren/meespelen, maar twee leden van de band belandden in het ziekenhuis en hun show moest afgelast worden.

Het is de bedoeling ook in 2014 een dergelijke cruise te organiseren. In april 2014 is een nieuw festival ingepland. Yes, Steve Hackett zullen weer optreden. Een ander hoofdact is Marillion. Tangerine Dream staat ook weer op de lijst.